# Geschokte kwarts

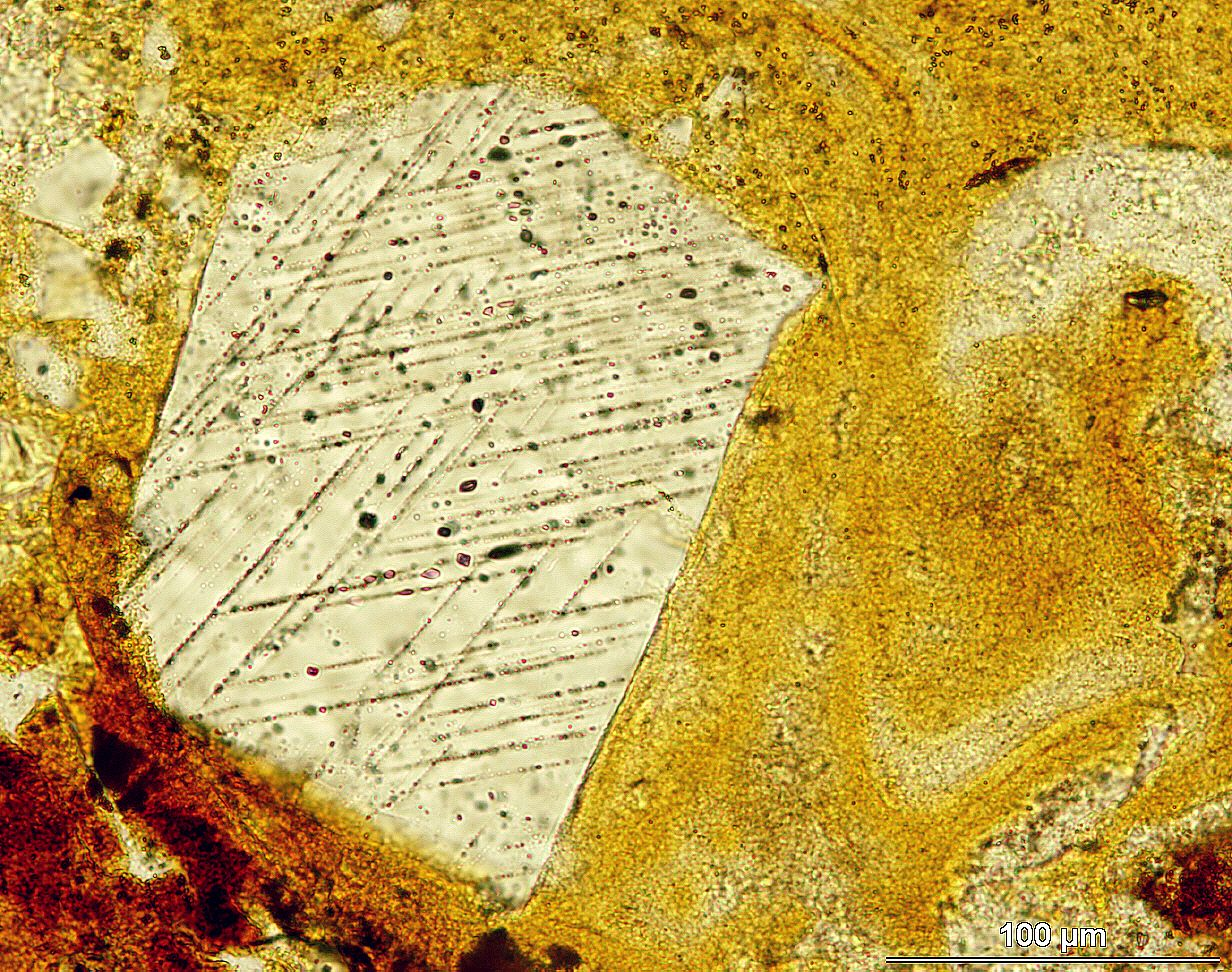
Gesteente van de zuidelijke Suvasvesi-inslagkrater, Finland, onder normaal gepolariseerd licht. De grote kristallen zijn geschokte kwarts, waarin twee sets van schoklamellae te zien zijn. Ze zijn omringd door een cryptokristallijne grondmassa.

Met geschokte kwarts (Engels: shocked quartz) worden in de geologie kwartskristallen bedoeld waarin schuifzones voorkomen langs glijvlakken in het kristalrooster. Deze structuren zijn het gevolg van deformatie onder relatief gezien extreem hoge druk maar lage temperatuur. De schuifzones worden schoklamellae of planar deformation features genoemd.

## Ontdekking
Geschokte kwarts werd voor het eerst ontdekt na ondergrondse atoomproeven, waardoor kristallen in omliggend gesteente bloot kwamen te staan aan enorme druk. De Amerikaanse astronoom Eugene Shoemaker ontdekte vervolgens dat deze vorm van kwarts ook voorkomt binnenin inslagkraters van meteorieten, zoals de Barringerkrater. Het voorkomen van geschokte kwarts is het bewijs dat de krater door een meteorietinslag is gevormd in plaats van door vulkanisme. Bij vulkanisme zou de druk niet hoog genoeg zijn.
Geschokte kwarts komt soms samen voor met twee hoge-druk-polymorfen van kwarts, coesiet en stishoviet. Deze polymorfen hebben een dichtere kristalstructuur dan gewone kwarts, die alleen kan ontstaan als het materiaal onder hoge druk staat.